# John G. Avildsen
John Guilbert Avildsen (Oak Park, Illinois, 21 de dezembro de 1935 – Los Angeles, Califórnia, 16 de junho de 2017) foi um cineasta norte-americano, vencedor do Oscar de melhor filme e melhor diretor de 1977 por Rocky, e reconhecido também pela produção da série de filmes Karate Kid.

## Filmografia
- 1969  – Turn on to Love
- 1969  – Guess What We Learned in School Today?
- 1970  – Joe
- 1971  – Cry Uncle!
- 1971  – Okay Bill
- 1972  – The Stoolie
- 1973  – Save the Tiger
- 1975  – Fore play
- 1975  – W.W. and the Dixie Dancekings
- 1976  – Rocky
- 1978  – Slow Dancing in the Big City
- 1980  – The Formula
- 1981  – Neighbors
- 1982  – Traveling Hopefully (curta-metragem)
- 1983  – A Night in Heaven
- 1984  – The Karate Kid
- 1986  – The Karate Kid, Part II
- 1987  – Happy New Year
- 1988  – For Keeps
- 1989  – Lean on Me
- 1989  – The Karate Kid, Part III
- 1990  – Rocky V
- 1992  – The Power of One
- 1994  – 8 Seconds
- 1999  – Inferno

## Prémios e nomeações
- Ganhou o Óscar de Melhor Realizador, por "Rocky" (1976).
- Recebeu uma nomeação ao Óscar de Melhor Documentário – Curta-metragem, por "Traveling Hopefully" (1982).
- Recebeu uma nomeação ao Globo de Ouro de Melhor Realizador, por "Rocky" (1976).
- Recebeu uma nomeação ao BAFTA de Melhor Realizador, por "Rocky" (1976).
- Recebeu três nomeações à Framboesa de Ouro de Pior Realizador, por "The Formula" (1980), "The Karate Kid III" (1989) e "Rocky V" (1990).